# تبار دریابد
تبار دریابُد (نام علمی: Limenitidini) نام یک تبار از زیرخانواده دریابدها است.